# オークランド・オークス
オークランド・オークス(Oakland Oaks)はアメリカ合衆国に存在したABAのバスケットボールチームである。代表的なオーナーに、歌手のパット・ブーンがいる。 
オークランド・オークスは、ABA設立時の当初からの参加チームであり、1967年-1968年シーズンと1968年-1969年シーズンの2年間ABAに参加した。チームカラーは緑と金であった。オークスで最も有名なことはNBAのサンフランシスコ・ウォリアーズ（現在のゴールデンステート・ウォリアーズ）との間のスタープレイヤー　リック・バリーの契約問題だった。新人王を獲得して1966年-1967年シーズンにチームをNBAファイナルまで導いたバリーは契約でもめて1967年-1968年はどこのチームとも契約せずに、この年、オークスに加わった。またヘッドコーチには、バリーの義理の父親でマイアミ大学のヘッドコーチを務めたことのあるブルース・ヘイルが就任した。
2シーズン目の1968年-1969年シーズンは、フィラデルフィア・セブンティシクサーズのヘッドコーチだったアレックス・ハナムが新ヘッドコーチに就任、チームはニューオーリンズ・バッカニアーズに14ゲーム差をつけて、西地区で優勝、プレーオフ初戦のデンバー・ロケッツ戦は4勝3敗で勝利、ニューオーリンズ・バッカニアーズを破った後、怪我でバリーを欠いたものの、インディアナ・ペイサーズを4勝1敗で破りABAチャンピオンとなった。この年、バリーの他にシーズン中にトレードで加入したラリー・ブラウン、ダグ・モーがオールスターに選ばれた。
バリーがいてもいなくても、NBAのサンフランシスコ・ウォリアーズが原因でオーナーたちの投資を満足させるには至らなかった。2シーズン目も観衆は1試合あたり約2,800人しか入らなかった。オーナーのブーンは巨万の富を失い、チームをアール・フォアマンに売却し、チームは2800マイル離れたワシントンD.C.に移転、1969年-1970年シーズンはワシントン・キャピトルズと改称した。1シーズンを首都ワシントンで戦った後、1970年-1971年はバージニア州のノーフォークにバージニア・スクワイアーズと名前を変えた。その後、チームは1975年-1976年シーズン終了後に解散した。
1962年にもABLにオークランド・オークスという名前のバスケットボールチームが参加していた。
1971年、サンフランシスコ・ウォリアーズがオークランドに移転、ゴールデンステート・ウォリアーズと改称した。同チームは1975年のNBAファイナルで優勝した。